# 붉은털발말똥가리
붉은털발말똥가리(Ferruginous hawk, 학명: Buteo regalis)는 크기가 큰 맹금류이다. 이 종은 크기가 크고 날개가 넓은 매이며 초원, 프레리, 관목 스텝 국가에 산다. 북아메리카 고유의 새이다.

## 먹이
설치류:
- 리처드슨땅다람쥐 (Spermophilus richardsonii)
- 열세줄땅다람쥐 (S. tridecemlineatus)
- 영양다람쥐속 (Ammospermophilus)
- 프레리도그 (Cynomys)
- 캥거루쥐 (Dipodomys)
- 북부흙파는쥐 (Thomomys talpoides)
- 사향쥐 (Ondatra zibethicus)
- 작은주머니생쥐속

기타 포유류:
- 긴꼬리족제비 (Mustela frenata)
- 눈덧신토끼 (Lepus americanus)

새:
- 꿩 (Phasianus colchicus)
- 유럽자고새 (Perdix perdix)
- 추카 (Alectoris chukar)
- 오리
- 쇠부엉이
- 가시올빼미 (Athene cunicularia)

파충류:
- 가터뱀속 (Thamnophis sirtalis)

곤충:
- 귀뚜라미과
- 딱정벌레과